# Уийлър (окръг, Джорджия)
Окръг Уийлър (на английски: Wheeler County) е окръг в щата Джорджия, Съединени американски щати. Площта му е 777 km², а населението - 6179 души (2000). Административен център е град Аламо.